# 佩特罗阿战役
佩特罗阿战役是阿劳卡尼亚战争的一部分。这场战役于1556年发生在一个叫作佩特罗阿的地方。佩特罗阿在马塔基托河的谷地中的一条河的旁边的平原上。这场战役的参战双方是佩德罗·德·比利亚格拉率领的西班牙部队和战争领袖莱夫扎茹率领的马普切人。

## 历史
在康塞普西翁和安戈尔于1554年被摧毁后，马普切人在两年内遭受到了饥荒和流行病的影响。与此同时，在北方，莱夫扎茹取得的那些胜利导致了已经被征服了的瓜莱莫的普鲁毛加人和阿空加瓜河谷的皮昆切人也揭竿而起，但是他们还是被镇压了。在1556年，普鲁毛加人给阿劳卡尼亚的马普切人送了一份讯息，承诺给他们的军队提供食物支援并派战士加入他们，共同与圣地亚哥的西班牙人打仗。
在1556年3月，莱夫扎茹带领了一支部队向比奥比奥河北边进军，企图在已经被征服了的比奥比奥河北边的马普切人和伊塔塔河北边的普鲁毛加人之中挑动造反。莱夫扎茹开始从这些数年前被佩德罗·德·巴尔迪维亚征服了的人们之中招募战士，而这些人此时已经被莱夫扎茹之前的那先胜利激励过了，所以他们愿意加入造反。
莱夫扎茹率领他的马普切部队往北向圣地亚哥行进。在穿越了马乌莱河之后，他在今天的特诺市附近的一个叫佩特罗阿的地方扎营。但是当他进入了那些从属于圣地亚哥的地方时，他开始报复那些拒绝加入他的普鲁毛加人。他对该地进行了巨大破坏，并灭绝了当地人口。西班牙人和印第安人难民们逃到了城里，以求得到援助和保护。圣地亚哥的迭戈·卡诺率领了20名西班牙骑手进行了第一次侦察，但是被莱夫扎茹击败了。之后，莱夫扎茹围绕他的营地建造了一座土制堡垒，并淹没了附近的土地，以阻碍西班牙人攻击它。
之后，圣地亚哥的佩德罗·德·比利亚格拉率领了一支更大规模的部队，在佩特罗阿的莱夫扎茹的军队的堡垒一带和他们打了数日，杀死了500名马普切人，但只损失了2名西班牙人，不过比利亚格拉仍然无法夺取这个地点。不过，这场战役的损失以及西班牙援军的接近使得莱夫扎茹决定向马乌莱河撤退，并打算在那里扎下根基。不过，胡安·戈迪涅斯率领的一支西班牙骑兵分遣队在那里遭遇了莱夫扎茹的军队的一支分遣队，并几乎将之摧毁，这使得莱夫扎茹决定进一步向南移动，穿越伊塔塔河以恢复军力。

## 额外信息